# Lac Saint-Martin
Le lac Saint-Martin est une étendue d'eau située dans la province du Manitoba au Canada.
Le lac Saint-Martin a pris naissance dans la cuvette d'un cratère de météorite, le cratère du lac Saint-Martin.[réf. nécessaire]
Le lac est situé au point central d'un impact d'une quarantaine de kilomètres de diamètre. Le lac Saint-Martin ne constitue qu'une partie de ce cratère avec ses 23 kilomètres de longueur.
Il serait issu d'une météorite de type Apollo et est rempli de roches de type inhabituel.
Le lac saint-Martin reçoit les eaux de la rivière Dauphin, elle-même étant un émissaire du lac Manitoba. 
Le lac Saint-Martin s'étend dans une large dépression peu profonde sur une couche plane de roches carbonatées paléozoïques entre le lac Winnipeg et le lac Manitoba. 
Le lac Saint-Martin s'écoule par la rivière Dauphin qui le traverse et qui continue son parcours jusqu'au lac Winnipeg dans lequel elle se jette.